# Trechalea bucculenta
Trechalea bucculenta là một loài nhện trong họ Trechaleidae.
Loài này thuộc chi Trechalea. Trechalea bucculenta được Eugène Simon miêu tả năm 1898.